# Exili espanyol a Mèxic
Les primeres onades de refugiats espanyols de la Guerra Civil van arribar a Mèxic en els vaixells Sinaia, Ipanema i Mexique. Els historiadors estimen que Mèxic va acollir a prop de 25.000 refugiats espanyols entre 1939 i 1942, gran part durant el govern del President Lázaro Cárdenas del Río. D'aquests refugiats s'estima que la "immigració intel·lectual" o d'"elit", es conformava d'una quarta part del total. Es destaca també que en major nombre van arribar a més: "competents obrers i camperols", així com militars, marins i pilots, homes i dones d'Estat, economistes i homes d'empresa.

## Primers grups
Però va ser des del 1937 que van començar a arribar els primers grups, al voltant de cinc-cents nens convidats per les autoritats mexicanes per protegir-los dels desastres de la guerra, i una trentena d'intel·lectuals per a qui es va fundar la famosa Casa d'Espanya a Mèxic, per poder realitzar investigacions i treballar en la seva especialitat lluny del conflicte.
D'acord amb la doctora Clara Lida:
"Va ser Daniel Cosío Villegas -encarregat de negocis a Portugal- qui va tenir la idea que Mèxic havia d'acollir científics i intel·lectuals espanyols, perquè continuessin les seves activitats, mentre la República Espanyola lluitava contra el feixisme i es decidia el futur d'Espanya i en previsió que la República fos derrotada".
Els refugiats van ajudar a crear "La Casa d'Espanya a Mèxic", avui anomenada "El Colegio de México" i el "Fons de Cultura Econòmica", així com a reforçar el professorat de la "UNAM" i l'"IPN".
L'exili espanyol va enriquir al continent americà amb l'arribada de filòsofs com María Zambrano, els poetes León Felipe, Luis Cernuda i Juan Rejano, narradors com Francisco Ayan i Max Aub, els qui van allunyar amb bon humor la pena del desterrament.

## Llei de Memòria Històrica
Aproximadament uns 25.000 ciutadans mexicans, segons dades de l'Associació d'Exiliats Espanyols, podran adquirir la nacionalitat espanyola gràcies a la Llei de Memòria Històrica, una ambiciosa i complexa norma que aspira a reconèixer i ampliar els drets dels que van patir la Guerra Civil (1936-1939) i la repressió de la dictadura de Francisco Franco (1939-1975).
La llei que està vigent des del 28 desembre de 2008 regula l'obtenció de la nacionalitat per als fills i nets dels emigrants i exiliats de la Guerra Civil i el franquisme. Podran adquirir la nacionalitat espanyola els fills de pares o mares nascuts a Espanya i que actualment viuen a l'estranger, així com els nets de persones que van perdre o van haver de renunciar a la nacionalitat espanyola a conseqüència de l'exili.